# Sheeana
Sheeana es un personaje de la saga de novelas de ciencia ficción Dune, de Frank Herbert. Aparece en los dos últimos libros de la serie original, Herejes de Dune y Casa Capitular Dune, y en las dos novelas escritas por Brian Herbert y Kevin Anderson para concluir la historia, Cazadores de Dune y Gusanos de Arena de Dune.
En Herejes de Dune es la pequeña huérfana de Rakis (antes Arrakis) que aparece mostrando la habilidad innata de comunicarse y controlar los "gusanos de arena que son Dios", descendientes directos de Shai-Hulud, la vertiente divina del Dios Emperador Leto II. Tras un ataque de la Bene Tleilax a Keen (antes Arrakeen, capital del planeta), la Hermandad Bene Gesserit se hace cargo de su tutela y protección, siendo trasladada a Central, planeta sede de la Casa Capitular de la orden. 
En Casa Capitular Dune se ha convertido en la más joven Reverenda Madre de la historia, a excepción de Alia Atreides, Reverenda Madre antes de nacer. Siguiendo el plan de su mentora y nueva superiora de la Hermandad Darwi Odrade, se encarga de vigilar la aparición de los gusanos de arena que la orden intenta implantar en el planeta tras la destrucción de Arrakis por las Honoradas Matres, con objeto de re-crear el Dune mitológico, y arrastrar a las masas de creyentes contra las Honoradas Matres que intentan destruirlas. Pero la inquieta y misteriosa Sheeana tiene sus propios planes, y al final de la novela escapa en la no-nave donde se esconden el ghola de Duncan Idaho y Scytale, el último maestro tleilaxu, abriendo la puerta a la continuación de la saga.

## Referencia bibliográfica
- Frank Herbert, Herejes de Dune. Ediciones Debolsillo: Barcelona, 2003. ISBN 978-84-9759-731-9
- Frank Herbert, Casa Capitular Dune. Ediciones Debolsillo: Barcelona, 2003. ISBN 9788497597708